# Giovanni och Vindelino da Spira
Giovanni och Vindelino da Spira (på tyska: Johann och Wendelin von Speyer) var två tyska bröder och tryckare som introducerade tryckpressen i Venedig 1468.
Bröderna kom från den tyska staden Speyer. Åren 1460–1461 figurerar Johann i Mainz som guldsmed. Det var där han uppenbarligen lärt sig konsten att trycka med lösa typer. År 1492 emigrerade Johann med hustru och barn tillsammans med sin bror Wendelin till Italien där de satte upp Venedigs första tryckpress.
Venedigs senat gav Johann tryckmonopol under fem år. Den första bok som trycktes av de två bröderna i Venedig i början av år 1469 är Ciceros Epistulae ad familiares i 300 exemplar. Samma år lät Johannes också trycka Plinius den äldres Naturalis Historia. År 1470 dog Johann. Monopolet drogs in och förnyades inte för Wendelin och inte heller för någon annan tryckare. Wendelin fortsatte dock verksamheten till 1477. Från 1472 samarbetade han med arkitekten  och boktryckaren Johann von Köln.
I Wendelins böcker uppträder för första gången kustoder som är en hjälp för bokbindaren att hålla ordning på arken.
Under åren 1470 till 1477 tryckte Wendelin sjuttio praktverk, bland annat italienska och romerska klassiker (Plautus, Catullus, Martialis, Tacitus).